# Бекташев, Вячеслав Михайлович
Вячеслав Михайлович Бекташев (13 сентября 1947 — 3 сентября 2002) — советский футболист, нападающий. Мастер спорта СССР.

## Биография
Воспитанник ташкентской республиканской специализированной школы интерната. В 1966—1971 играх в составе «Пахтакора» в чемпионате СССР провёл 115 игр, забил 16 мячей. Выступал во второй лиге за «Андижанец» (1973) и «Шахтёр» Караганда (1974—1975), после чего завершил карьеру.
В составе юношеской сборной СССР победитель юниорского турнира УЕФА 1966.
Скончался в 2002 году на 55-м году жизни, похоронен в Ташкенте на кладбище Чолпон-ота.